# Al-Hamidija
Al-Hamidija (arab. ‏الحميدية‎) – nieistniejąca już arabska wieś, która była położona w Dystrykcie Beisan w Mandacie Palestyny. Została wyludniona i zniszczona podczas wojny domowej w Mandacie Palestyny, po ataku sił żydowskiej Hagany w dniu 12 maja 1948 roku.

## Położenie
Al-Hamidija leżała w północnej części Doliny Bet Sze’an. Wieś była położona w depresji na wysokości 10 metrów p.p.m., w odległości 5 kilometrów na północ od miasta Beisan. Według danych z 1945 roku do wsi należały ziemie o powierzchni 1090,2 ha. We wsi mieszkało wówczas 320 osób (w tym 100 Żydów).
| własność gruntów | powierzchnia gruntów (hektary) |
| ---------------- | ------------------------------ |
| Arabowie         | 481,4                          |
| Żydzi            | 138,6                          |
| publiczne        | 472                            |
| Razem            | 1090,2                         |

| Rodzaj użytkowanych gruntów | Arabowie (ha) | Żydzi (ha) |
| --------------------------- | ------------- | ---------- |
| uprawy nawadniane           | 0,8           | 0,4        |
| uprawy zbóż                 | 526,1         | 128,9      |
| uprawy cytrusów             | 16,4          | –          |
| zabudowane                  | 1             | 4          |
| nieużytki                   | 423,7         | 5,3        |

## Historia
Wieś została założona prawdopodobnie w XIX wieku. Została nazwana na cześć tureckiego sułtana Abdülhamida II. W okresie panowania Brytyjczyków al-Hamidija była niewielką wsią, której mieszkańcy utrzymywali się z upraw zbóż.
Przyjęta 29 listopada 1947 roku Rezolucja Zgromadzenia Ogólnego ONZ nr 181 przyznała te tereny państwu żydowskiemu. Podczas wojny domowej w Mandacie Palestyny wielokrotnie mieszkańcy sąsiednich żydowskich osad rolniczych utrudniali Arabom z al-Hamidija swobodne opuszczanie i powroty do swojej wioski. Gdy zbliżał się dzień proklamacji niepodległości Izraela, lokalny dowódca żydowskiej organizacji paramilitarnej Hagana zwrócił się do swojego dowódcy o zgodę na wysiedlenie i zniszczenie arabskich wiosek al-Hamidija, al-Bira, Kaukab al-Hawa i Dżabbul. Jego obawą było spodziewanie się wybuchu I wojny izraelsko-arabskiej, a tutejsze wioski mogły być wówczas wykorzystywane do działań arabskich oddziałów wojskowych. Z tego powodu w dniu 12 maja 1948 roku żydowscy żołnierze (Brygada Golani) zajęli wieś al-Hamidija. Wszyscy jej mieszkańcy zostali wysiedleni lub uciekli do Transjordanii, a następnie wyburzono domy.

## Miejsce obecnie
Teren wioski al-Hamidija pozostaje opuszczony, jednak jej pola uprawne zajął sąsiedni kibuc Chamadja. Palestyński historyk Walid Chalidi tak opisał pozostałości wioski al-Hamidija:

Na miejscu wioski pozostają jedynie ruiny domów (zredukowane do gruzu), cmentarz i kilka studni. Okoliczne ziemie są używane przez Izraelczyków dla rolnictwa i wypasu.